# 3262 Міуне
3262 Міуне (3262 Miune) — астероїд головного поясу, відкритий 28 листопада 1983 року.
Тіссеранів параметр щодо Юпітера — 3,226.